# Nodulotrophon
Nodulotrophon is een geslacht van weekdieren uit de klasse van de Gastropoda (slakken).

## Soorten
- Nodulotrophon coronatus (H. Adams & A. Adams, 1864)
- Nodulotrophon raymondi (Moody, 1916)
- Nodulotrophon scolopax (Watson, 1882)
- Nodulotrophon septus (Watson, 1882)